# Karmen Joller
Karmen Joller (ur. 3 stycznia 1976 w Rakvere) – estońska polityk i lekarka, deputowana do Zgromadzenia Państwowego XV kadencji, od 2025 minister spraw społecznych.

## Życiorys
Karmen Joller urodziła się 3 stycznia 1976 w Rakvere, tam też ukończyła szkołę średnią.
W 2001 została absolwentką medycyny na Uniwersytecie w Tartu, w 2005 zakończyła zaś rezydenturę w specjalizacji medycyny rodzinnej. Od tegoż roku zatrudniona jako lekarz rodzinny kolejno w takich instytucjach jak Meditiim (2005–2006) i Telliskivi Perearstikeskus (2006–2016), następnie podjęła pracę w Kivimäe Perearstikeskus. Członkini krajowych organizacji branżowych, w tym estońskiego zrzeszenia lekarzy rodzinnych. Zyskała pewną rozpoznawalność w trakcie pandemii COVID-19, regularnie w tym czasie udzielając się w mediach.
23 listopada 2022 wstąpiła do Estońskiej Partii Reform. W wyborach parlamentarnych 2023 otrzymała 3566 głosów w okręgu wyborczym numer 2, obejmującym centrum i zachodnie dzielnice Tallinna. Pozwoliło jej to uzyskać mandat posłanki do Riigikogu XV kadencji.
25 marca 2025 dołączyła do rządu Kristena Michala, obejmując w nim urząd ministra spraw społecznych.

## Życie prywatne
Zamężna z Jürim Jollerem. Para zajęła się wychowaniem łącznie sześciorga dzieci.